# Novaci (Macedónia)
Novaci az azonos nevű község székhelye Észak-Macedóniában.

## Népesség
Novacinak 2002-ben 1283 lakosa volt, akik főleg macedónok.
Novaci községnek 2002-ben 3549 lakosa volt, melyből 3490 macedón (98,3%), 27 török, 32 egyéb.

## A községhez tartozó települések
- Novaci
- Armatus
- Baldovenci
- Bacs (Novaci)
- Bilyanik
- Brod (Novaci)
- Budimirci
- Brnik (Novaci)
- Veleszelo
- Vranyevci
- Germijan
- Gnyeotino
- Gnyilezs
- Gorno Aglarci
- Gradesnica (Novaci)
- Grumazi
- Grunista
- Dalbegovci
- Dobroveni
- Dobromiri
- Dolni Aglarci
- Dolno Orehovo
- Zsivojno
- Zovity
- Iveni
- Makovo (Novaci)
- Meglenci
- Novo Szelo (Novaci)
- Orle (Novaci)
- Paralovo (Novaci)
- Petalino
- Polog (Novaci)
- Rapes
- Ribarci (Novaci)
- Szkocsivir
- Szlivica
- Szovity
- Sztaravina
- Szuvodol (Novaci)
- Tepavci